# Peromyscus melanophrys
Peromyscus melanophrys là một loài động vật có vú trong họ Cricetidae, bộ Gặm nhấm. Loài này được Coues mô tả năm 1874.